# Запалителна бобина
Запалителната бобина в двигателите с вътрешно горене е елемент от запалителната система, която трансформира ниското напрежение от акумулатора до няколко хиляди волта необходимо за създаването на високоволтов електрически импулс за възпламеняване на горивната смес. Запалителните бобини не се използват при дизеловите двигатели, защото запалването на работната горивна смес се осъществява чрез силното ѝ компресиране в работните цилиндри.

## Необходимост от запалителна бобина
Запалителната бобина е част от запалителната система на бензиновите и газовите двигатели с вътрешно горене за възпламеняване на работната смес. За създаване на условия за ударна йонизация и в газовата междина между електродите на запалителната свещ да настъпи електрически разряд за запалване на горивната смес, е необходимо достатъчно високо пробивно напрежение. Това напрежение се създава от запалителната бобина, която трансформира ниското напрежение в електрическата система на двигателя (6, 12 или 24 V) във високо от порядъка до 20 000 V. Необходимото високо напрежение се определя от много фактори, свързани с конструкцията и предназначението на двигателя, както и от условията при първоначален пусков режим. За номинална работа на бобината трябва да се отчитат:
- искровата междина между електродите на запалителната свещ – обикновено от 0,6 до 1,2 mm (при по-бедна горивна смес се поставя свещ с по-голяма искрова междина)]
- скорост на нарастване на напрежението на електродите на запалителната свещ – за умерено нарастване трябва да се обезпечи напрежение от 50 до 150 V/μs;
- при пусков режим (150 – 200 min-1) e необходимо повишено напрежение до 18 – 20 000 V.
- за обезпечаване на всички работни режими на работа на двигателя при експлоатация трябва да се обезпечи коефициент за сигурност 1,4 – 1,5. Това означава, че запалителната бобина трябва да трансформира напрежение с 40 – 50% по-високо от пробивното напрежение между електродите на запалителната свещ. [1]

## Конструкция
Запалителната бобина е високоволтен импулсен повишаващ трансформатор. Конструктивно това се реализира от автотрансформатор с отворена магнитна верига. Запалителната бобина се състои от ядро с листова ламарина, около което има навити две медни намотки. Различните типове бобини имат и различия в намотъчните данни на този трансформатор. Обикновено първичната намотка е с малко на брой навивки (около 250 – 400) и голямо сечение на проводника (d=0,7 – 0,9 mm), вторичната повишаваща намотка има голям брой навивки (17 – 26 000) и малко сечение на проводника (d=0,07 – 0,10 mm). Двете бобини са последователно свързани, като краят на първичната е свързан с началото на вторичната намотка. Конструктивно първичната намотка е изведена на изолирани клеми към пластмасовия капак, а краят на вторичната е изведен към защитената високоволтова клема на бобината. Намотките на бобината са защитени от късо съединение между намотките като се използва лакиран проводник, кабелна хартия, трансформаторно масло или други битумни изолационни материали и порцеланови или пластмасови детайли за стабилно фиксиране на трансформаторното тяло във външния цилиндричен корпус на бобината. Към някои запалителни бобини се поставя допълнителен резистор (вариатор за ограничение на тока в първичната намотка). В съвременните автомобили запалителната бобина представлява сух тип повишаващ автотрансформатор.

### Допълнително съпротивление (вариатор)
Към някои запалителни бобини, предназначени за бавнооборотни бензинови двигатели, се поставя вариатор. Този допълнителен елемент на бобината е жичен резистор и има токоограничаваща функция за защита на първичната намотка. Представлява спирално навит стоманен проводник, с висок температурен коефициент на активното си съпротивление при нагряване, с което рязко се увеличава съпротивлението му при протичане на силен ток.

### Принцип на работа на вариатора
Вариаторът се включва последователно на първичната намотка. Само при стартиране за запалване на двигателя, вариаторът се шунтира от пусковите контакти на стартера и цялото напрежение на акумулатора се подава към клемите на първичната намотка на запалителната бобина. Протича силен ток през бобината създаващ мощно електрическо поле и мощни искри в работните цилиндри. При ниски обороти на двигателя, времето за протичане на ток до прекъсване за искра е голямо, и поради ниското съпротивление на първичната намотка, бобината се загрява. Протичащият ток през последователно включения вариатор при този работен режим на двигателя, загрява спиралата на вариатора и тока към бобината са ограничава, с което се поддържа нормална работна температура на бобината. При средни и високи обороти на двигателя, времето за включено напрежение към бобината намалява, токът през първичната намотка също намалява. В този режим, съпротивлението на вариатора намалява и през този последователно свързан елемент се пропуска номиналния ток за бобината.

## Принцип на действие
В най-общия случай към веригата на първичната намотка е включен последователно прекъсвач, известен като чукче и наковалня и по затворената верига протича постоянен ток. Искрата при двутактовите двигатели е необходима при положение на горна мъртва точка на буталото или изпреварва с малко преди това състояние от движението на коляновия вал. При четиритактовите двигатели, искра за запалване се подава на всяко второ достигане до горна мъртва точка на буталото. От контактите на чукчето и наковалнята задвижвани от гърбици на вал, веригата на първичната намотка се прекъсва при положение на буталото за искровия разряд. В съвременните схеми за запалване се използват още контактни или безконтактни схеми за електронни ключове изпълнени с транзистори или тиристорни импулсни ключови схеми, а положението на коляновия вал се следи от датчик на Хол. Нормално токовата верига на първичната верига е затворена и по нея протича ток, създаващ магнитно поле, което пронизва двете намотки. При отваряне на контактите токът в първичната намотка се прекъсва, а създаденото от него магнитно поле изчезва. Изчезващото магнитно поле индуцира във всяка от навивките електродвижещо напрежение (едн). В големия брой навивки на вторичната намотка пресичани от магнитните силови линии се индуцира напрежение от 15 000 – 20 000 V или повече, достатъчно за да предизвика искров разряд между електродите на запалителната свещ.  Вторичната намотка се намира непрекъснато в магнитното поле създадено от първичната намотка. Магнитното поле и неговите промени са в тясна зависимост от съотношението на навивките на първичната и вторичната навивка. Колкото по-голям е броят на вторичните навивки спрямо броя на първичните, толкова по-голямо ще е индуктираното електродвижещо напрежение и по-високо напрежението предавано от централния електрод през разпределителя към запалителната свещ 
Математически изразено е.д.н., индуктирано при промяната силата на тока в съседен контур е:
{\displaystyle {\mathcal {E}}=-L_{12}{\frac {dI}{dt}}}
Високият потенциал от бобината чрез електрическата верига от разпределител, кабели за високо напрежение, запалителна свещ и маса на автомобила, създава чрез мощен електрически разряд (искра) условието за възпламеняване на горивната смес.

## Неизправности
Неизправностите в запалителната бобина се дължат обикновено на трите нейни съставни части – първична намотка, вторична намотка и вариатор (за тези които имат такъв ограничаващ резистор). Вътрешното прекъсване на намотките е непоправим дефект и бобината трябва да се смени. Изгорелият или прекъснат резистор към бобината може да се подмени след разглобяване на изолатора му. Прекъсването му, особено след продължителна работа на двигателя, е причина за протичане на голям ток през първичната намотка. По тази причина значително се увеличава искренето между контактите на прекъсвача, вследствие на което ще нагорят и разрушат, а бобината може да изгори от прегряване. В такива случаи не следва да са прави ремонт, а да се подмени бобината. 